# José de Bragança, arcebispo de Braga
José Carlos de Bragança, ou simplesmente José de Bragança (Lisboa, 6 de Maio de 1703 – Ponte de Lima, 3 de Junho de 1756), foi filho bastardo do Rei D. Pedro II de Portugal, duma relação que este manteve com Francisca Clara da Silva.

## Biografia
Legitimado, criou-se com seu meio-irmão D. Miguel na casa do secretário Bartolomeu de Sousa Mexia até a época em que João V de Portugal deu-lhe lugar de destaque em sua corte. Comendador de Santa Maria de Almourol, de Santa Maria de Olhos e de São Salvador de Lavre, na Ordem de Nosso Senhor Jesus Cristo.
Em 1724 escapou milagrosamente do naufrágio onde D. Miguel desapareceu.
Desde cedo, D. José foi condicionado para a vida religiosa. Em1725 iniciou os estudos em Filosofia, na Universidade de Évora, prosseguindo depois os estudos em Teologia, obtendo o grau de Doutor em Sagrada Teologia (1733). Foi nomeado arcebispo de Braga, senhor de Braga e Primaz das Espanhas em 1739 (embora sagrado somente em 1741). Foi sepultado na Sé Arquiepiscopal Bracarense.

### Arcebispo de Braga
Normalmente, a Cátedra Bracarense era ocupada por um Arcebispo indicado pelo Rei e confirmado pelo Papa. Por vezes as opiniões não se conciliavam e o corte de relações era inevitável. Raras vezes isso acontecia, mas na primeira metade do século XVIII, acentuando mais a desavença, sucedeu que a individualidade indicada pelo Rei não mereceu o consenso do Papa, e então o corte de relações entre a Santa Sé e Portugal, continuou. Vários anos se manteve esta situação sendo então a Arquidiocese governada durante esse espaço de anos pelo Cabido.
Em 11 de Fevereiro de 1739, Dom João V, sem a aquiescência da Santa Sé, apresentou seu irmão legitimado, Dom José de Bragança, como Arcebispo de Braga. A notícia só chegou à Capital do Minho no 25 do mesmo mês. Os bracarenses, rejubilaram não só porque há mais de dez anos a igreja de Braga, vivia órfã de pai Espiritual, como também por ser nomeada uma personalidade de tão alta hierarquia.
Compostas as diferenças entre o Reino de Portugal e a Santa Sé, graças à acção do Papa Bento XIV, um dos Papas mais amigos dos Portugueses, a 19 de Dezembro de 1740, no 1.º Ano do pontificado, confirmou a eleição que D. João V fizera de seu irmão consanguíneo para Arcebispo de Braga, como se prova pela Bula Divina disponente clementia.
D. José chegou a Braga em 23 de Julho de 1741. Incompatibilizando-se com o Cabido da Sé de Braga, seu irmão, D. João V, ordenou-lhe que deixasse Braga temporariamente, embora devesse continuar a governar o arcebispado. Durante esse desterro, D. José viveu em Guimarães durante um ano e meio, inicialmente em casa de um fidalgo, Tadeu Camões, e depois na Casa dos Coutos, que mandou construir, onde residiu até 22 de Junho de 1748
À frente da Sé Primaz sucedeu-lhe um outro bastardo régio, D. Gaspar de Bragança, filho do seu irmão consanguíneo o Rei D. João V de Portugal, e duma religiosa, Madalena Máxima da Silva de Miranda Henriques.
Entre as suas obras mais notáveis na cidade está o complexo Sete Fontes, que permitiu abastecer a cidade com água potável durante séculos.
1. ↑  Conde, Antónia Fialho (setembro de 2013). O espaço do lúdico na sociedade e cultura portuguesas do século XVIII: D. José de Bragança, arcebispo de Braga, e os jogos da bilharda, do pião e da conca. [S.l.]: Apenas Livros
2. ↑  OLIVEIRA, Eduardo Pires. «Os alvores do rococó em Guimarães» (PDF). Universidade do Porto, Faculdade de Letras, Biblioteca Digital. Consultado em 2 de setembro de 2022